# Telefoonvork

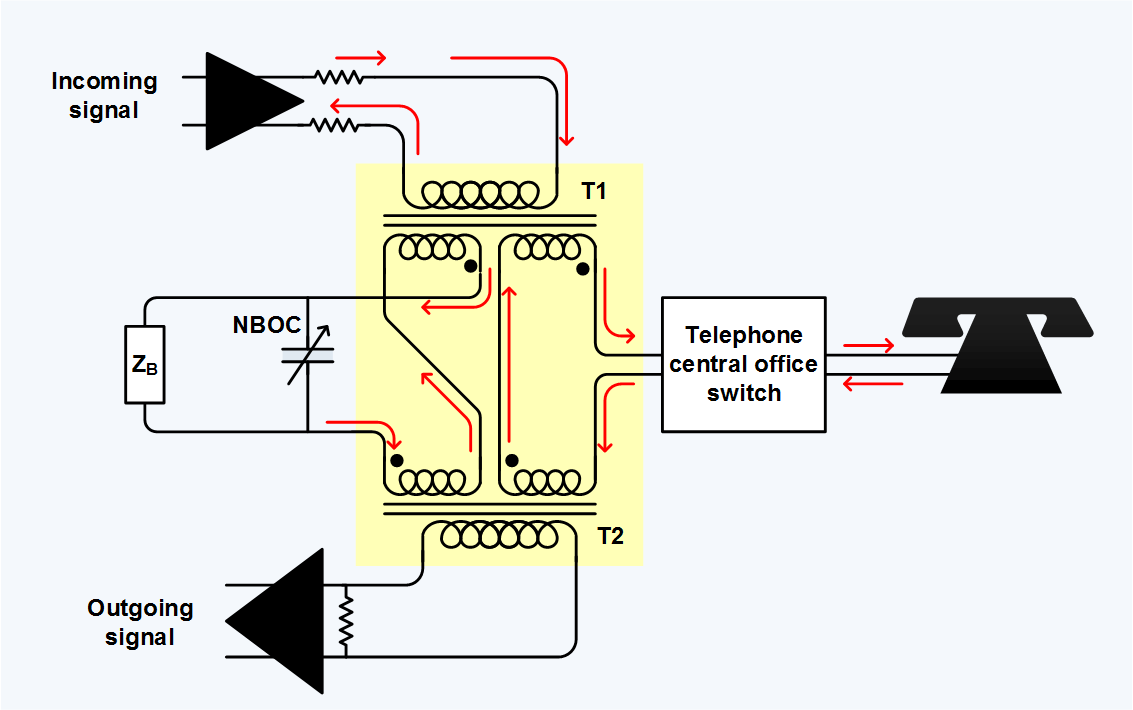
Een voorbeeld van een vorkschakeling. Het signaal van boven gaat wel naar links en naar rechts, maar niet naar beneden omdat de wikkelingen op de transformator voor dit pad in tegenfase zijn geschakeld.

Een telefoonvork is een relatief eenvoudig elektronisch apparaat dat een koppeling maakt tussen een tweedraadsverbinding, zoals bij een telefoonlijn, naar een vierdraadsverbinding zoals deze in analoge telefooncentrales werd gebruikt. Het primaire doel van de schakeling is om audioversterkers naar beide zijden in de lijn te kunnen opnemen. Dit zou zonder een vorkschakeling onmogelijk zijn in een tweedraadslijn. Een vorkschakeling voorkomt terugkoppeling, waardoor geluid zou kunnen gaan "rondzingen".
Door de vorkschakeling worden de twee signalen die over de lijn gaan (van de abonnee af en naar de abonnee toe), gesplitst. Daarna kunnen beide signalen afzonderlijk worden gefilterd en versterkt, om uiteindelijk weer met eenzelfde vorkschakeling te worden samengevoegd.
Een vorkschakeling wordt ook in een geluidsstudio gebruikt om een telefoonlijn te verbinden met het studiogeluid. Deze worden vaak gebruikt bij radiostations om bellers te verbinden met het lopende programma, zodat er een gesprek kan worden gevoerd. Het voordeel is dat het geluid van de beller geïsoleerd wordt van dat van de presentator, zodat men zijn geluid in de studio kan laten horen zonder dat er terugkoppeling plaatsvindt, terwijl de beller toch de presentator over de telefoon kan horen. De beller hoort het volledige radioprogramma, behalve zijn eigen stem (een mix minus-schakeling).
Het belangrijkste principe achter de telefoonvork is het aanpassen van de impedantie. Ook mag de gelijkspanning van het telefoonnetwerk niet doordringen naar het audiosysteem.